# Gerd Staiger
Gerd Staiger (* 30. November 1930; † 19. Juni 2019) war ein deutscher Schauspieler und Regisseur.

## Leben
Gerd Staiger war hauptsächlich am Hans Otto Theater in Potsdam als Schauspieler und Regisseur engagiert. Weitere Aufgaben hatte er am 1978 neu gegründeten Potsdamer Kabarett Obelisk, bei dem er im Eröffnungsprogramm Regie führte. 1993 wirkte er als Schauspieler in Shakespeares Coriolan bei den Salzburger Festspielen mit. Zahlreich waren seine Rollen in DEFA- und Fernsehfilmen.
Gerd Staiger war mit der Architektin Kerstin Döring verheiratet und wohnte in Schwerin.

## Filmografie
- 1962: Die schwarze Galeere
- 1963/1974: Christine
- 1964: Preludio 11
- 1965: Die Abenteuer des Werner Holt
- 1967: Die gefrorenen Blitze
- 1968: Spur des Falken
- 1968: Ich – Axel Cäsar Springer (Fernsehfilm)
- 1968: 12 Uhr mittags kommt der Boß
- 1968: Hauptmann Florian von der Mühle
- 1969: Weiße Wölfe
- 1971: KLK an PTX – Die Rote Kapelle
- 1971: Karriere
- 1971: Optimistische Tragödie (Fernsehfilm)
- 1972: Leichensache Zernik
- 1973: Das unsichtbare Visier (Fernsehserie – Folge 1)
- 1973: Die sieben Affären der Doña Juanita (vierteiliger Fernsehfilm)
- 1974: … verdammt, ich bin erwachsen
- 1974: Die Frauen der Wardins (Fernseh-Dreiteiler)
- 1976: Nelken in Aspik
- 1976: Das unsichtbare Visier (Folge 8 und 9)
- 1977: Das unsichtbare Visier (Folge 10 bis 12)
- 1977: Ein Schneemann für Afrika
- 1977: Die Überquerung des Niagarafalls (Studioaufzeichnung)
- 1978: Bluthochzeit (Studioaufzeichnung)
- 1979: Addio, piccola mia
- 1979: Die Rache des Kapitäns Mitchell (Fernsehfilm)
- 1979: Polizeiruf 110: Die letzte Fahrt (Fernsehreihe)
- 1980: Archiv des Todes (Fernsehserie – Episode 11)
- 1980: Levins Mühle
- 1981: Unser kurzes Leben
- 1981: Zwei Freunde in Preußen (Fernsehfilm)
- 1981: Asta, mein Engelchen
- 1981: Der ungebetene Gast (Fernsehfilm 2. Teil)
- 1981: Polizeiruf 110: Nerze
- 1982: Bahnwärter Thiel (Fernsehfilm)
- 1983: Schwierig sich zu verloben
- 1983: Moritz in der Litfaßsäule
- 1983: Märkische Chronik (Fernsehserie – Episoden 9, 11 und 12)
- 1983: Polizeiruf 110: Schnelles Geld
- 1983: Zille und ick
- 1984: Front ohne Gnade (Fernsehserie – Episode 12)
- 1985: Sachsens Glanz und Preußens Gloria (Fernsehserie – Folge 3)
- 1986: Caspar David Friedrich – Grenzen der Zeit
- 1987: Die Alleinseglerin
- 1987: Liane
- 1987: Polizeiruf 110: Abschiedslied für Linda
- 1987: Die erste Reihe (Fernsehfilm)
- 1988: Die Entfernung zwischen dir und mir und ihr
- 1988: Polizeiruf 110: Still wie die Nacht
- 1988: Die Schauspielerin
- 1988: Polizeiruf 110: Eine unruhige Nacht
- 1989: Die gläserne Fackel (Fernsehserie – Episode 7)
- 1989: Polizeiruf 110: Der Wahrheit verpflichtet
- 1989: Ich, Thomas Müntzer, Sichel Gottes (Fernsehfilm)
- 1990: Polizeiruf 110: Tod durch elektrischen Strom
- 1991: Heute sterben immer nur die andern
- 1991: Polizeiruf 110: Zerstörte Hoffnung
- 1992: Die Spur des Bernsteinzimmers

## Theater (Regie)
- 1966: Emmerich Kálmán: Die Csárdásfürstin – (Hans Otto Theater Potsdam)
- 1970: Werner Bernhardy: Blaues Blut und zarte Pelle –  (Hans Otto Theater Potsdam)
- 1971: Georgi Nachuzrischwili: Tschintschraka – (Hans Otto Theater Potsdam)
- 1977: Günter Schubert: Olle Henry – (Hans Otto Theater Potsdam)
- 1978: Autorenkollektiv: Startschüsse –  (Kabarett Obelisk Potsdam)
- 1981: Autorenkollektiv: Wie wir uns drehn und wenden – (Kabarett Obelisk Potsdam)
- 1992: Helma Fehrmann/Holger Franke: Mensch, ich lieb dich doch – (Hans Otto Theater Potsdam)

## Theater (Darsteller)
- 1955: Heinrich Laube: Die Karlsschüler – Regie: Rudolf Schröder (Theater Junge Generation Dresden)
- 1967: William Shakespeare: Richard II. – Regie: Peter Kupke (Hans Otto Theater Potsdam)
- 1970: Johann Wolfgang von Goethe in der Bearbeitung von Friedrich Schiller: Egmont (Bürger) – Regie: Peter Kupke (Hans Otto Theater Potsdam)
- 1973: Alonso Alegría: Die Überquerung des Niagarafalls (Blondin) – Regie: Rolf Winkelgrund (Hans Otto Theater Potsdam)
- 1975: Tadeusz Różewicz: Die Zeugen oder Unsere kleine Stabilisierung – Regie: Rolf Winkelgrund (Hans Otto Theater Potsdam)
- 1980: Erich Weinert: Germania geht auf den Strich – Regie: Matthias Meyer (Kabarett Obelisk Potsdam)
- 1980: Autorenkollektiv: Komm mit mir aufs Kanapee – Regie: Matthias Meyer (Kabarett Obelisk Potsdam)
- 1981: Peter Ensikat/Wolfgang Schaller: Bürger schützt eure Anlagen – Regie: Siegfried Höchst (Kabarett Obelisk Potsdam)
- 1991: Jürgen Hofmann: Noch ist Polen nicht verloren (Josef Tura/SS-Obersturmbannführer/Hamlet) – Regie: Günter Rüger (Hans Otto Theater Potsdam)
- 1991: Edward Albee: Wer hat Angst vor Virginia Woolf? (George) – Regie: Günter Rüger (Hans Otto Theater Potsdam)
- 1991: Molière: Don Juan – Regie: Bernd Weißig (Hans Otto Theater Potsdam)
- 1991: Louis Malle: Mein Essen mit André (André) – Regie: Wilfried Mattukat (Hans Otto Theater Potsdam – Probebühne)
- 1992: Dušan Kovačević: Der Profi (Theodor Kraj) – Regie: Bernd Weißig (Hans Otto Theater Potsdam)
- 1992: Oliver Bukowski: Die Inszenierung eines Kusses (Penner) – Regie: Holger Schultze (Hans Otto Theater Potsdam)
- 1993: William Shakespeare: Coriolan (Ratsdiener) – Regie: Deborah Warner (Salzburger Festspiele – Felsenreitschule)

## Hörspiele
- 1986: Ulrich Waldner: Eine Wohnung unterderhand (Partygast) – Regie: Detlef Kurzweg (Kurzhörspiel aus der Reihe: Waldstraße Nummer 7 – Rundfunk der DDR)
- 1988: Veit Stiller: Feuerwehrvergügen (Gaststättenleiter) – Regie: Detlef Kurzweg (Kurzhörspiel aus der Reihe: Waldstraße Nummer 7 – Rundfunk der DDR):
- 1995: Horst Giese: Immer, wenn er Wagner hörte … - Regie: Horst Giese (Hörspiel 3 Teile – DLR)